# Турци в Полша
Турците в Полша са етническа група в Полша.

## Факти
Малко са статистическите данни за броя на турците, които живеят в Полша. По-голямата част от турците живеят във Варшава и Лодз, но има и турско население в Гданск, Познан, Краков и Вроцлав. 

## Численост
Много турци в Полша са предприемачи и инвеститори. 